# Montcy-Notre-Dame
 Montcy-Notre-Dame  es una población y comuna francesa, en la región de Champaña-Ardenas, departamento de Ardenas, en el distrito de Charleville-Mézières y cantón de Charleville-Centre.

## Demografía
| 1159 | 1203 | 1582 | 1516 | 1419 | 1482 |
| Para los censos de 1962 a 1999 la población legal corresponde a la población sin duplicidades (Fuente: INSEE [Consultar]) |      |      |      |      |      |